# Вулиця Студентська (Львів)
Ву́лиця Студе́нтська — вулиця у Личаківському районі міста Львова. Починається від вулиці Зеленої, 72, також утворює перехрестя з вулицею Переяславською та закінчується перехрестям з вулицями Левицького та Мечникова.

## Історія
У міжвоєнний період нинішня вулиця Студентська була невеличким провулком від вулиці Зеленої. 1933 року отримала назву Студентек, через жіночий студентський гуртожиток, споруджений у 1926—1930 роках на початку провулку. Під час німецької окупації, у 1943—1944 роках, мала назву Штудентенґассе. У липні 1944 року повернута передвоєнна, але вже уточнена назва — вулиця Студенток. І вже 1946 року вулиця отримала сучасну назву — Студентська. У повоєнні роки вулиця Студентська була продовжена до перехрестя нинішніх вулиць Костя Левицького та Іллі Мечникова.

## Забудова
Забудова вулиці Студентської — польський конструктивізм 1920—1930-х років, радянський конструктивізм 1950—1960-х років. 

### Будинки
№ 1 — в будинку міститься Львівська філія Української військово-медичної академії.
№ 2 — будівля колишнього жіночого студентського гуртожитку Львівського університету. Початковий проєкт розроблений архітектором Рудольфом Індрухом у співавторстві з Олександром Каплонським. Пізніше будівництво продовжили Каплонський та Чеслав Мюллер. 1927 року завершено перше крило, у 1929—1930 — друге. У повоєнні роки тут містився обласний шпиталь та поліклініка для інвалідів Великої Вітчизняної війни, нині тут розташовані кафедра соціальної медицини Львівського національного медичного університету імені Данила Галицького та гуртожиток цього вишу.
№ 3 — чотириповерховий житловий будинок, збудований у першій половині 1950-х років.
№ 4, 6 — чотириповерхові житлові будинки, збудовані у 1960-х роках.
№ 8 — п'ятиповерховий будинок, збудований у 1960-х роках. 

## Транспорт
Вулиця має односторонній рух автомобілів (в напрямку вулиці Левицького). З 1 січня 2012 року у Львові запрацювала нова транспортна мережа, якою передбачений був рух вулицею лише одного автобусного маршруту — № 39. Нині автобусний рух вулицею не здійснюється.